# Nadia Yassir
Nadia Yassir er en fiktiv person fra tv-serien 24 Timer spillet af Marisol Nichols. Hun kaldes Natalie af sine kollegaer. Natalie er CTU's næstkommanderende og Bill Buchanans højre hånd.

## Sæson 6
Efter CTU Los Angeles vender tilbage til at operere som en efterretningstjeneste uafhængig af Sikkerhedsdepartementet efter Karen Hayes' ønske og Bill Buchanan er blevet genindsat som Øverste specialagent, bliver Natalie ansat som hans stabschef.
Natalie er en attraktiv, stærk og talentfuld kvinde som, for at understrege sin autoritet, forsøger at kontrollere næsten alt hvad Chloe O'Brian, som har en ry for at bryde alle regler for at hjælpe eks-agenten Jack Bauer, gør.
| 24 Timer | Spire Denne artikel om tv-serien 24 Timer er en spire som bør udbygges. Du er velkommen til at hjælpe Wikipedia ved at udvide den. |